# Johanneskerk (Serooskerke)
De Johanneskerk is de protestantse kerk van Serooskerke, gelegen aan Noordweg 3.

## Geschiedenis
De oorspronkelijke parochiekerk was gewijd aan Johannes Evangelist. De gotische toren werd gebouwd in de 15e eeuw, en rond deze tijd kwamen ook het schip en het koor gereed. Dit werd echter verwoest tijdens het Beleg van Middelburg (1572-1574). Begin 17e eeuw volgde herbouw, maar het koor werd niet meer opgebouwd, zodat het schip sindsdien recht gesloten is en de herbouwde kerk geschikt was gemaakt voor de hervormde eredienst.
In 1958 is de kerk gerestaureerd.
De kerk wordt gebruikt door de Protestantse Gemeente Serooskerke (PKN).

## Gebouw
De zware bakstenen 15e-eeuwse toren heeft twee geledingen met aanzet tot een derde geleding, en ze heeft overhoekse steunberen. De toren wordt gedekt door een tentdak en erin hangt een klok uit 1676, gegoten door Johannes Burgerhuys.
Het schip is eenbeukig en vlak afgesloten. Het interieur wordt overwelfd door een tongewelf met trekbalken. De preekstoel is van 1661 en in hetzelfde jaar overleed Philibert van Tuyll van Serooskerke, die ambachtsheer van Serooskerke was, en met zijn vrouw Vincentia Magdalena van Swieten, gestorven in 1629, begraven werd onder een nog aanwezige zerk. Ook drie grafstenen uit het begin van de 17e eeuw zijn nog aanwezig.